# J. J. Frazier
James "J.J." Frazier jr. (Glennville, Georgia, 19 de septiembre de 1995) es un jugador de baloncesto estadounidense que jugó por última vez en la plantilla del Skyliners Fráncfort de la Basketball Bundesliga. Con 1,85 metros de estatura, juega en la posición de base.

## Trayectoria deportiva
Es un base formado durante cuatro años en la universidad de Georgia Tech Yellow Jackets y tras no ser elegido en el Draft de la NBA de 2017, firmó su primer contrato profesional en julio de 2017 fichó por el JDA Dijon de la Pro A francesa.